# Religião na Noruega

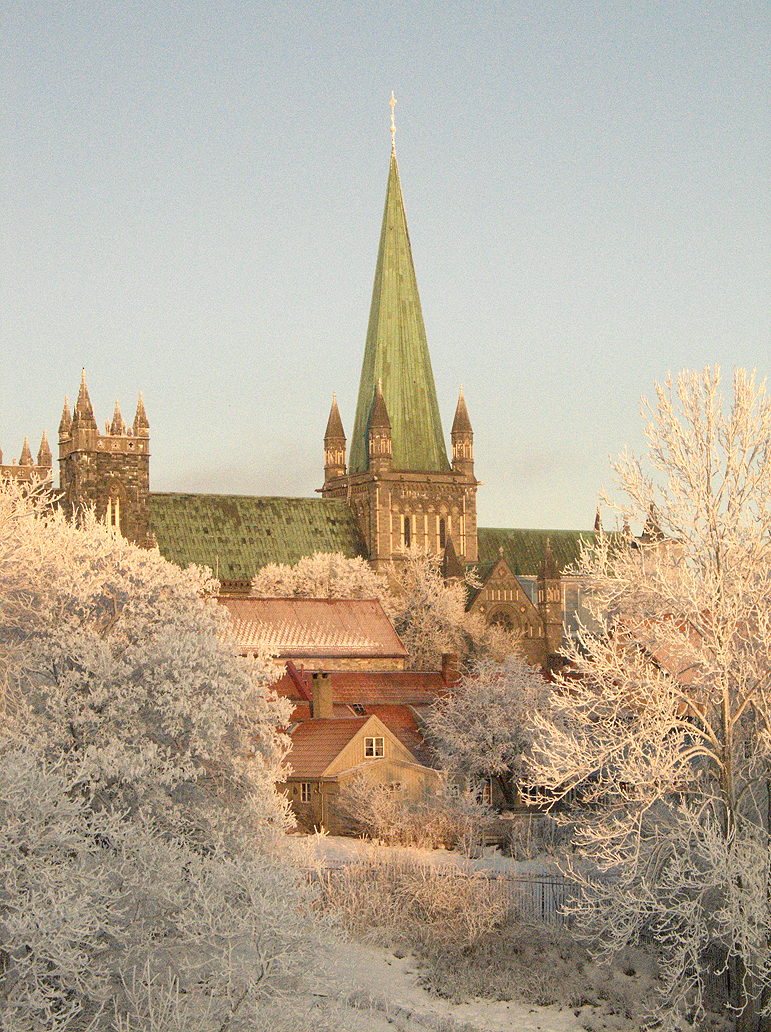
Catedral de Nidaros, a maior igreja da Noruega.

A religião na Noruega é principalmente o cristianismo luterano, com 71,5% da população pertencente oficialmente à Igreja Evangélica Luterana da Noruega em 2016. A  Igreja Católica é a segunda maior igreja cristã com cerca de 2,4% da população.  13,0% da população não pertence a nenhuma filiação. O islão é seguido por 2,4% da população.
Uma lei aprovada em 2016 e entrada em vigor a partir de 1 de janeiro de 2017 criou a Igreja da Noruega como uma entidade jurídica independente. Até 2012, a Constituição da Noruega determinava a religião evangélico-luterana como a religião oficial do Estado. A Igreja da Noruega ainda obterá apoio financeiro do estado da Noruega, juntamente com outras comunidades religiosas.
Religiões na Noruega (2013)
Os noruegueses adiantados, como todo o povo da Escandinávia, eram adeptos do paganismo nórdico; os lapões tendo uma religião  xamanista. A Noruega foi gradualmente  cristalizada pelos missionários cristãos na Noruega entre 1000 e 1150. Antes da Reforma Protestante em 1536, os noruegueses eram católicos.
A Noruega viu um grande declínio na religiosidade e a maioria dos noruegueses é  irreligiosa. De acordo com o  Enquete Eurobarómetro de 2010: 
- 38% dos cidadãos noruegueses responderam que "eles acreditam em Deus".
- 19% responderam que "eles acreditam que existe algum tipo de espírito ou força vital".
- 38% responderam que "eles não acreditam que exista qualquer tipo de espírito, Deus ou força vital".
- 5% responderam que "não sabem".[14]

De acordo com dados de 2016 do estudo social-cultural anual Norwegian Monitor (Norsk Monitor), 38 por cento dos noruegueses responderam com "Não" à questão da pergunta "Você acredita em Deus?", Enquanto 38% disseram "Sim" e 27 O percentual disse que eles não sabiam. A pesquisa também mostrou que as mulheres são mais propensas a acreditar em Deus do que os homens e que a fé em Deus é mais forte entre os mais velhos do que nos jovens. O grupo religioso mais frequente são os protestantes Metodistas, Pentecostais e Batistas, enquanto Luteranos e católicos são os menos frequentes. Mesmo com a baixa frequência a maioria dos Luteranos são ativos nos rituais de batismo, confirmação, comunhão e casamento.

## Religião nórdica
A religião nórdica se desenvolveu a partir da mitologia comum do povo germânico. A mitologia escandinava e a importância relativa de deuses e heróis se desenvolveram lentamente. Assim, o culto de Odin na Noruega provavelmente se espalhou da Alemanha Ocidental, pouco antes de serem escritos. Deuses mostrados como deuses menores como Ullr, o deus da fertilidade Njord e Heimdall provavelmente serão deuses mais velhos na Noruega, que perderam popularidade. Outros deuses (ou aesir, como foram chamados), vale a pena mencionar que são o Deus do trovão Thor e a Deusa do amor Freya.
A maioria das informações sobre a mitologia escandinava está contida na antiga literatura nórdica, incluindo a literatura norueguesa, Eddas e sagas posteriores. Outras informações provêm do historiador dinamarquês Saxão Gramático com fragmentos de lendas preservadas em antigas inscrições. Infelizmente, sabemos relativamente pouco sobre as antigas práticas religiosas na Noruega ou em outros lugares, já que a maior parte do conhecimento foi perdida na cristianização gradual.
Devido aos movimentos nacionalistas no final do século XVIII, os estudiosos noruegueses encontraram interesse renovado pela religião nórdica, traduzindo muitos dos mitos para o dinamarquês (a língua escrita na Noruega na época) e tentaram usá-lo para criar uma cultura norueguesa comum. Mas o cristianismo estava profundamente enraizado na sociedade para aceitar tal paganismo, e só resultou em lendas popularizadas. Hoje em dia, um ressurgimento da religião dos Nórdicos Antigos, chamado Åsatru ("Fé dos Aesir") procura reconstruir a fé pré-cristã praticada na Era Viquingue.

## Religião lapônica
Lapões seguiu uma religião xamânica baseada no culto à natureza. O panteão lapão consistia em quatro deuses gerais, a Mãe, o Pai, o Filho e a Filha (Radienacca, Radienacce, Radienkiedde e Radienneida). Havia também um deus da fertilidade, do fogo e do trovão Horagalles, a deusa do sol Beive e a deusa da lua Manno, bem como a deusa da morte Jabemeahkka.
Como muitas religiões pagãs, os lapões viram a vida como um processo circular de vida, morte e renascimento. O chamán foi chamado de Noaidi e as tradições foram transmitidas entre as famílias com um envelhecimento de Noaidi treinando um parente para tomar seu lugar depois que ele ou ela morre. O treinamento continuou enquanto o Noaidi vivia, mas o aluno tinha que provar suas habilidades antes de um grupo de Noaidi antes de ser elegível para se tornar um xamã de pleno direito com a morte de seu mentor.
A igreja norueguesa empreendeu uma campanha para cristalizar os lapões nos séculos XVI e XVII com a maioria das fontes sendo missionárias. Enquanto a grande maioria dos lapões na Noruega foi cristandada, alguns ainda seguem sua fé tradicional e alguns Noaidi ainda estão praticando sua antiga religião. Lapões são muitas vezes mais religiosos do que noruegueses.

## Cristianismo

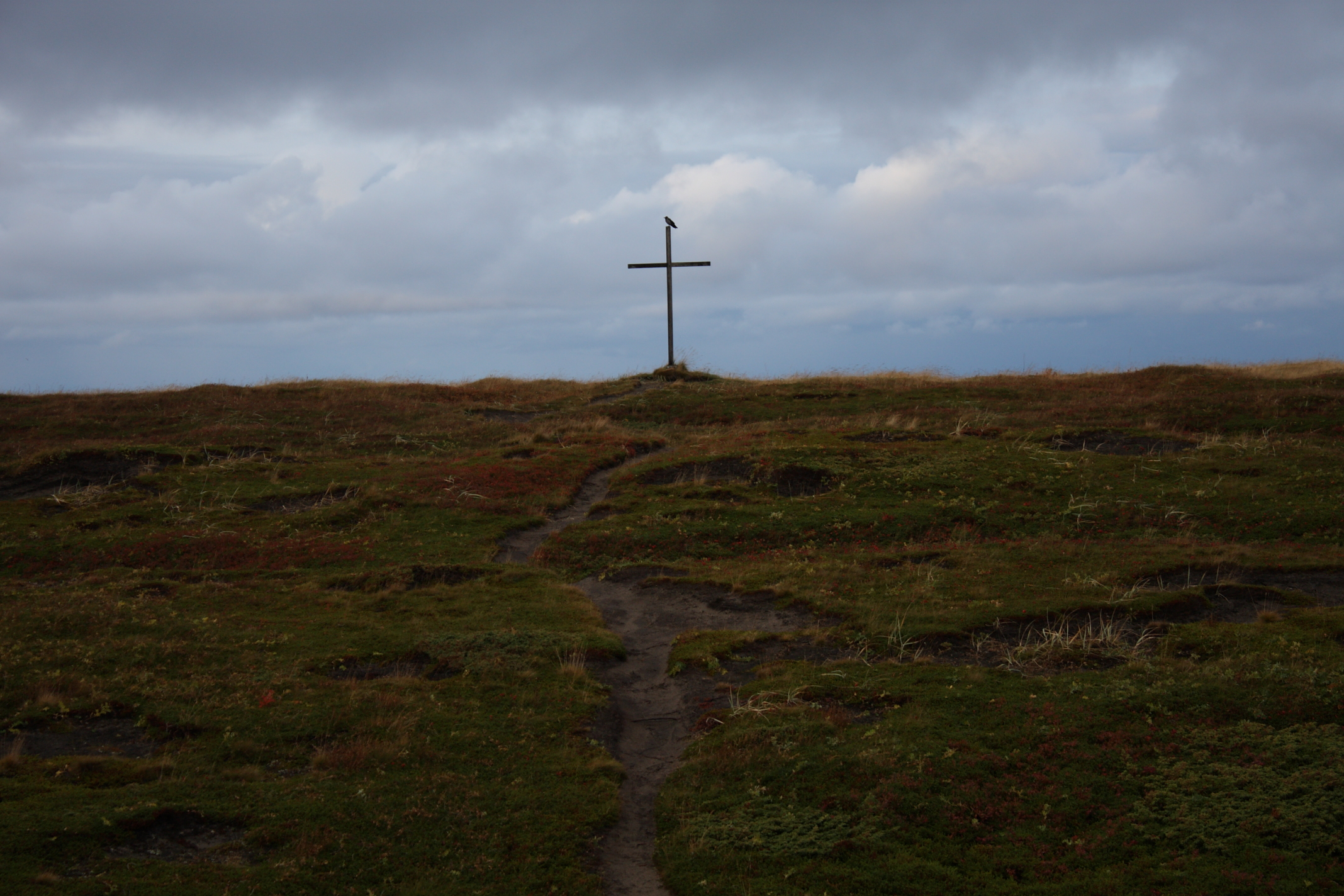
Um cruzamento perto da igreja em Grense Jakobselv, Noruega

As congregações pentecostais na Noruega são a maior igreja livre protestante na Noruega com uma adesão total de 39.590 pessoas, em 2009.

### Da conversão para a reforma
A conversão da Noruega para o cristianismo começou nos anos 1000. As incursões nas ilhas britânicas e nos reinos francos trouxeram os Viquingues em contato com o cristianismo. Haakon I da Noruega que cresceram na Inglaterra tentaram introduzir o cristianismo em meados do século X, mas enfrentaram a resistência dos líderes pagãos e logo abandonaram a ideia.
Os missionários anglo-saxões da Inglaterra e da Alemanha tentaram converter os noruegueses ao cristianismo, mas só tiveram sucesso limitado. No entanto, conseguiram converter  Olaf I da Noruega ao cristianismo. Olaf II da Noruega (mais tarde, Saint Olaf) teve mais sucesso em suas tentativas de converter a população com muitos noruegueses se convertendo no processo, e ele é creditado com a Noruega cristianizadora.
Os cristãos na Noruega geralmente estabeleceram igrejas ou outros locais sagrados em lugares que anteriormente eram sagrados sob a religião nórdica. A propagação da conversão pode ser medida pelos locais de enterro, pois os pagãos foram enterrados com bens graves enquanto os cristãos não o eram. O cristianismo tornou-se bem estabelecido na Noruega em meados do século XI e tornou-se dominante até meados do século XII. Stave church foram construídos de madeira sem o uso de unhas no século XIII.

### Da Reforma para Agora

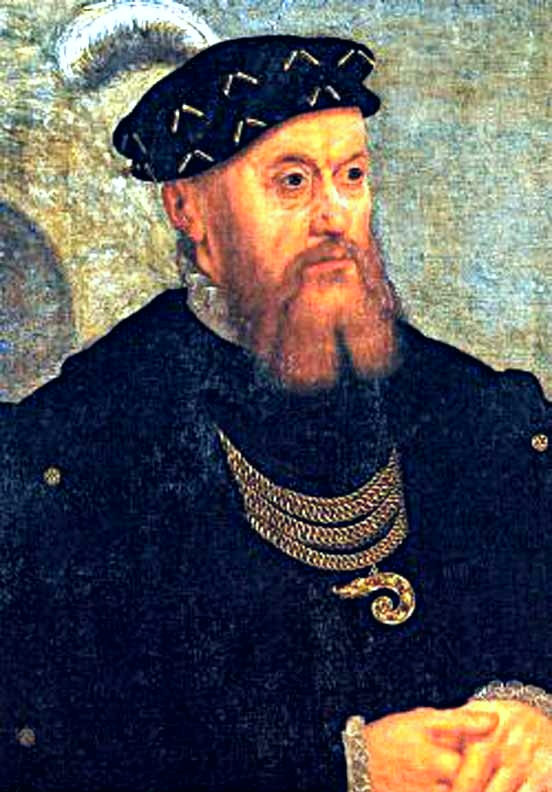
Em 1536, o Rei Christian III da Dinamarca converteu os noruegueses do catolicismo para o protestante Lutheranismo.

Os noruegueses eram católicos até que o rei dinamarquês Christian III da Dinamarca ordenou que a Dinamarca se convertesse ao Protestantismo em 1536 e, como Noruega era então governada pela Dinamarca, os noruegueses se converteram também. A ordenança da Igreja dinamarquesa foi introduzida em 1537 e um Conselho da Igreja norueguês adotou oficialmente o luteranismo em 1539. Os mosteiros foram dissolvidos e a propriedade da igreja confiscada com a Igreja Evangélica Luterana da Noruega estabelecida e financiada pelo estado. Os bispos que ainda aderiram ao catolicismo foram detidos com Olav, arcebispo de Nidaros fugindo do país em 1537 e outro bispo morrendo na prisão em 1542. O catolicismo se manteve em partes remotas da Noruega por mais duas décadas, embora eventualmente os demais católicos se convertessem ou fugiu para o Holanda em particular. Muitos pastores foram substituídos por dinamarqueses e clérigos noruegueses treinados na [Universidade de Copenhague], já que a Noruega não tinha uma universidade. A tradução dinamarquesa da Bíblia foi usada, assim como os catecismos e hinos dinamarqueses. O uso do dinamarquês nas cerimônias religiosas teve uma forte influência no desenvolvimento da língua norueguesa.
A igreja realizou um programa para converter os lapões nos séculos XVI e XVII com o programa em grande sucesso. A Universidade de Oslo foi criada em 1811, permitindo que os sacerdotes treinassem na Noruega. A Constituição da Noruega de 1814 não concedeu liberdade religiosa, pois declarou que judeus e jesuítas negavam entrada na Noruega. Além disso, a adesão ao cristianismo evangélico luterano era obrigatória, e também atendimento à igreja. A proibição da pregação leiga foi levantada em 1842, permitindo que vários movimentos livres da igreja e um forte movimento leigo fossem estabelecidos na Igreja Evangélica Luterana. Três anos depois, entrou em vigor a chamada Lei [Dissidente], permitindo que outras congregações cristãs estabelecessem na Noruega. Ateísmo também foi permitido, e a proibição do judaísmo foi levantada em 1851. Monasticismo e jesuítas foram permitidos a partir de 1897 e 1956, respectivamente.
A Constituição da Noruega foi alterada em 1964, permitindo a liberdade de religião; As exceções são a família real norueguesa, que a Constituição exige que sejam luteranos. Além disso, pelo menos metade do governo deve pertencer à igreja do estado. Em 21 de maio de 2012, a constituição foi novamente modificada para aumentar a autonomia da Igreja Evangélica Luterana e diminuir a conexão com o Estado.
Os pastores da igreja foram ativos no movimento de resistência norueguês durante a Segunda Guerra Mundial. A igreja estadual também foi ativa no debate moral que surgiu na década de 1950.

## Islão

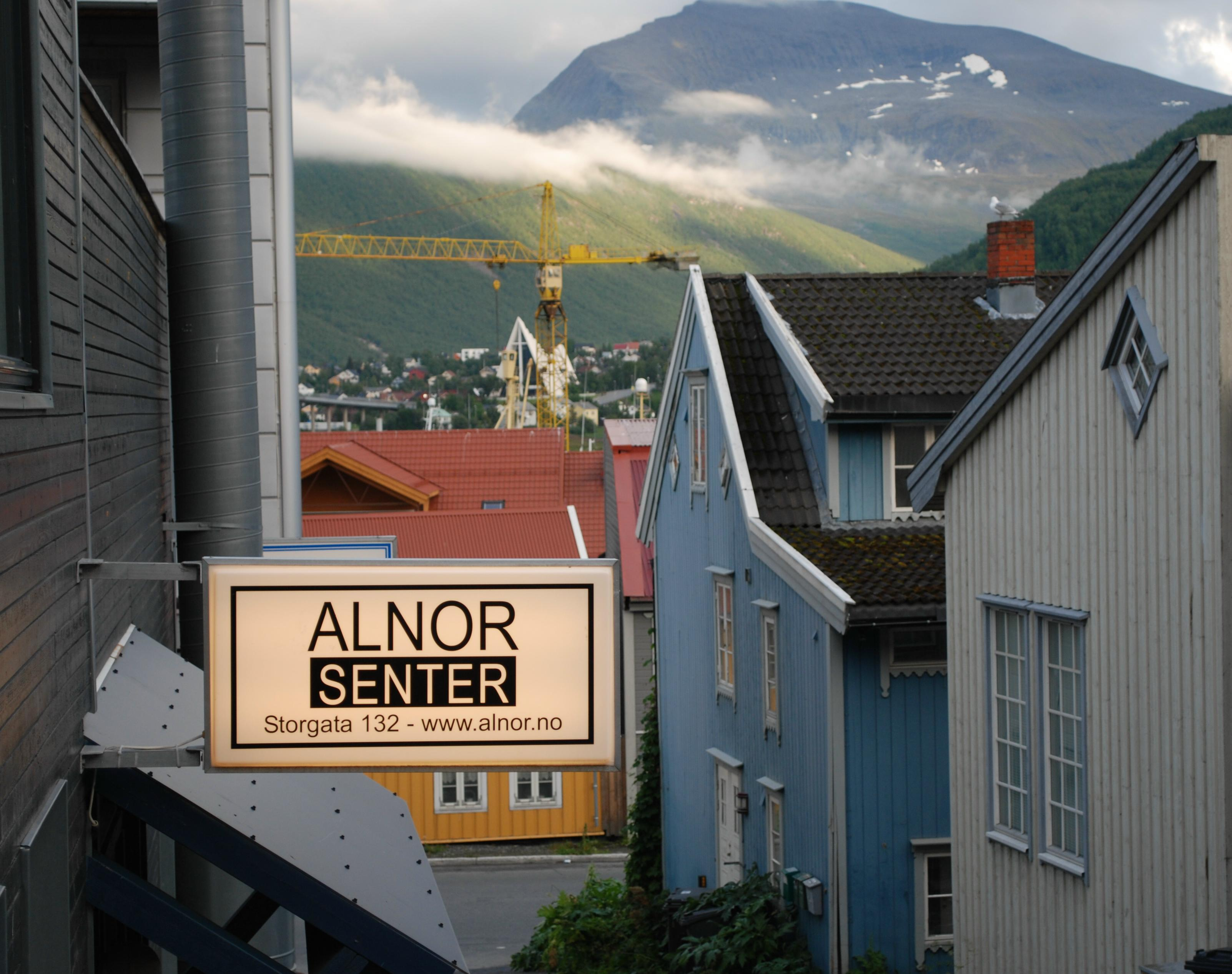
A mesquita mais ao norte do mundo, em Tromsø

O islamismo é a maior religião não-cristã em Noruega com cerca de 2,4% da população oficialmente (cerca de 121 mil pessoas em 2013) e aumentou 30% desde 2009. Em 2006, 56% dos muçulmanos na Noruega viviam nos municípios de Oslo e Akershus. Algumas fontes relatam que os números são mais altos do que aqueles nos registros oficiais; a Fundação Pew calcula o número de muçulmanos na Noruega para 2010 em cerca de 144.000 e projeta os números para chegar a 359.000 até 2030.

## Fé Bahá'i
Os Bahá'ís primeiro visitaram Escandinávia na década de 1920 seguindo 'Abdu'l-Bahá, então chefe da religião, solicita descrevendo Noruega entre os países aos quais os bahá'ís deveriam  pioneiro eo primeiro Bahá'í a se estabelecer na Noruega foi Johanna Schubartt. Após um período de mais pioneiros bahá'ís que chegam ao país,  Assembléias Espirituais Locais Bahá'ís se espalhou por toda a Noruega, enquanto a comunidade nacional formou um Bahá 'í Assembléia Espiritual Nacional em 1962. Em 2013 havia cerca de 1100 bahá'ís no país.

## Religião na Noruega hoje

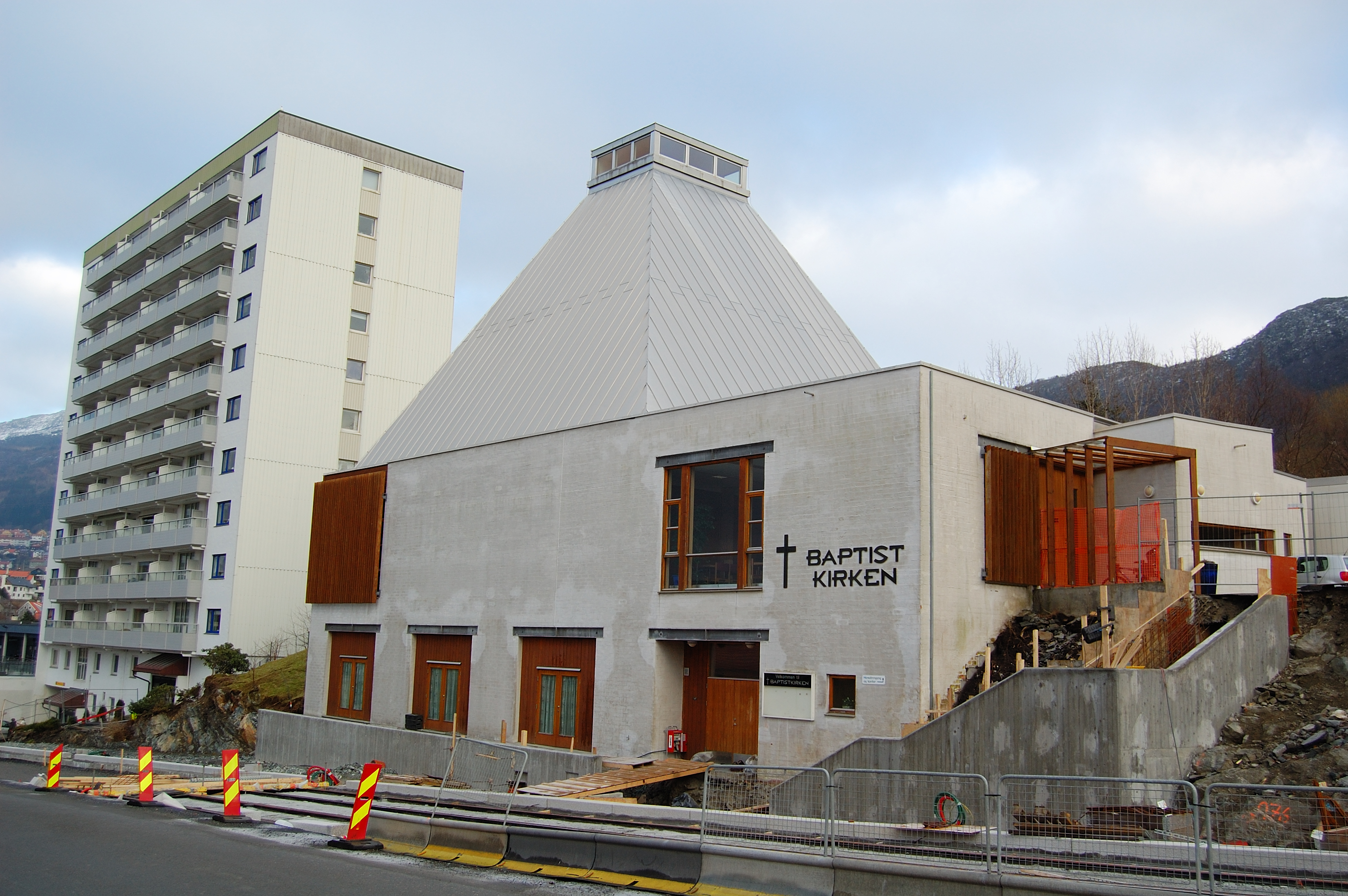
A Igreja Batista Norueguesa em Bergen onde muitos dos adoradores são imigrantes cristãos.

A Igreja Evangélica Luterana ainda está estabelecida e administrada através de um departamento governamental. Há, no entanto, um debate político sempre em curso sobre separação da igreja e do estado. O estado também oferece suporte organizações de ajuda religiosa, como Norwegian Church Aid financeiramente. Os bispos são formalmente nomeados pelo Monarca norueguês, quem é o chefe da igreja e os salários e pensões clericais regulados por lei. Clérigo treina nas faculdades teológicas da Universidade de Oslo e da   Universidade de Tromsø, bem como Misjonshøgskolen (Escola de Missão e Teologia) em Stavanger e Menighetsfakultetet (MF Norwegian School of Theology ) em Oslo. Menighetsfakultetet é de longe a instituição educacional mais importante para o clero norueguês. Homens e mulheres podem se tornar membros do clero da igreja. A igreja tem dois sacramentos, ou seja Batismo e Sagrada Comunhão
Na Noruega a partir de 2016, 71,5% da população são membros da Igreja Evangélica Luterana, em comparação com 96% na década de 1960.  Kevin Boyle 1997 O estudo da liberdade de religião afirma que "a maioria dos membros da igreja estatal não são adeptos ativos, com exceção dos rituais de nascimento, confirmação, casamentos e enterros. Cerca de 10%, em média, frequentam a igreja no

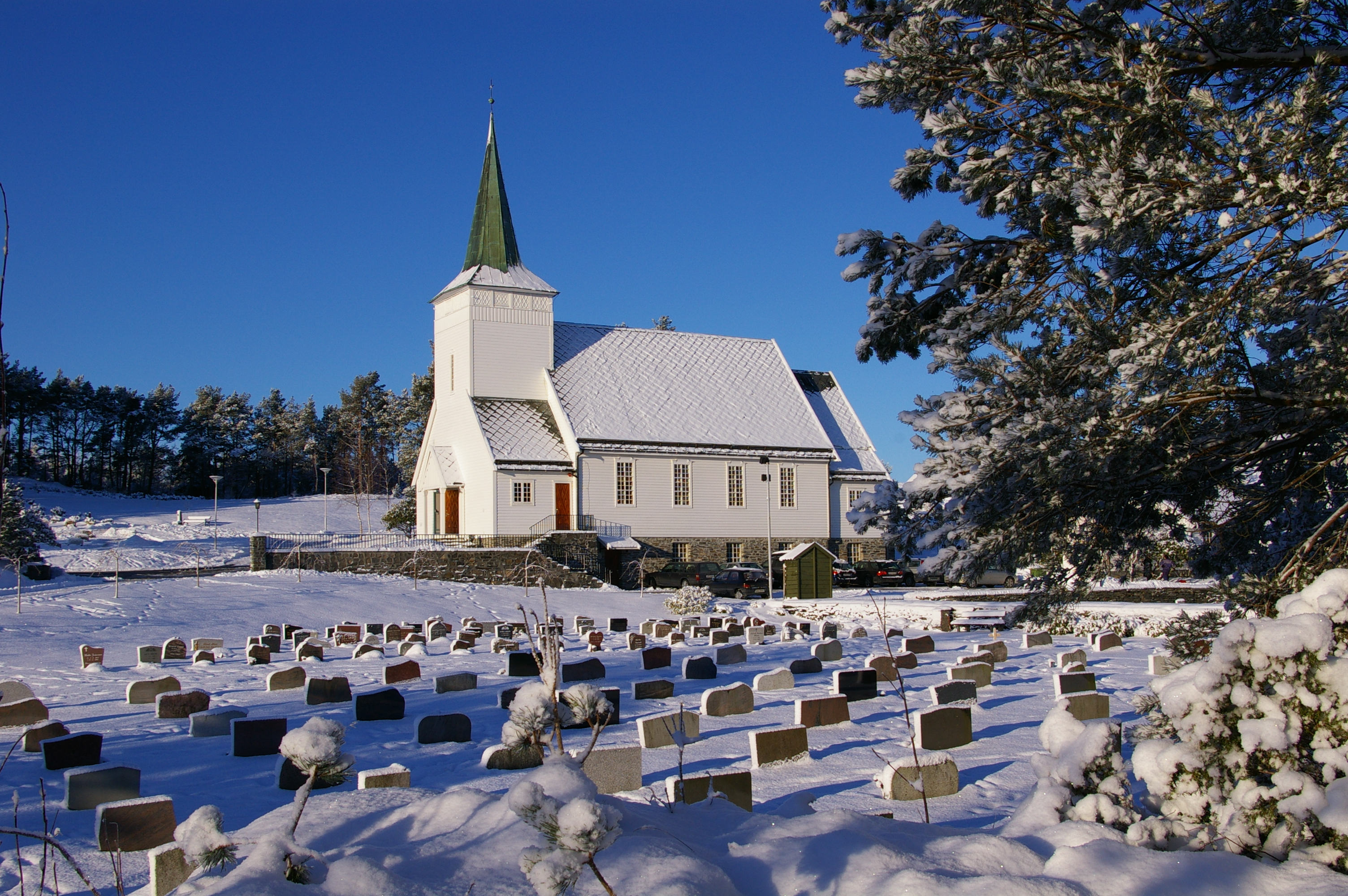
A maioria das aldeias norueguesas tem suas próprias igrejas, como esta em Askøy.

domingo e 10% em média atendem igreja todos os meses. "
Outros grupos religiosos operam livremente e as pessoas também são livres para não se afiliarem a qualquer posição de religião ou vida. Aproximadamente 13% não são membros de nenhuma comunidade religiosa ou filosófica oficial, enquanto cerca de 9% da população são membros de outras comunidades religiosas ou filosóficas fora da Igreja da Noruega. Os católicos e os muçulmanos são cada um cerca de 2,4% da população e têm aumentado rapidamente nos últimos anos. Cerca de 1,7% da população lista a Associação Humanista Norueguesa como uma posição de vida em vez de uma religião. Ortodoxos, judeus, hindus, budistas e sikhs estão presentes em números muito pequenos, em conjunto com menos de 1% da população.
No entanto, a pertença oficial a uma religião não reflete necessariamente as crenças e práticas religiosas reais. Em 2005, uma pesquisa realizada pela Gallup International em sessenta e cinco países indicou que a Noruega era o país menos religioso da Europa Ocidental, com 29% contando-se como acreditando em uma igreja ou deidade, 26% como ateus e 45% não sendo inteiramente certo.

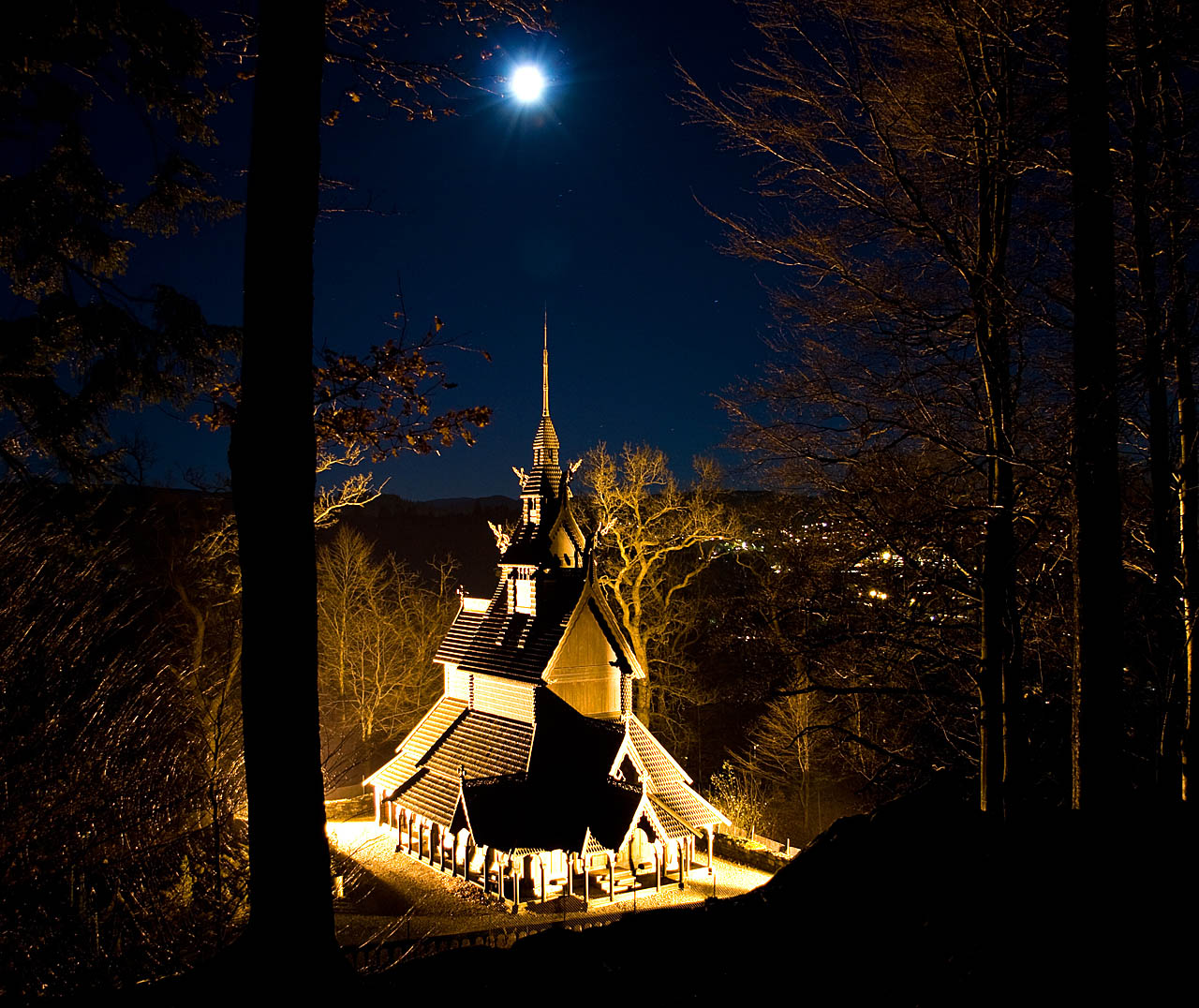
Uma igreja de duto na Noruega.

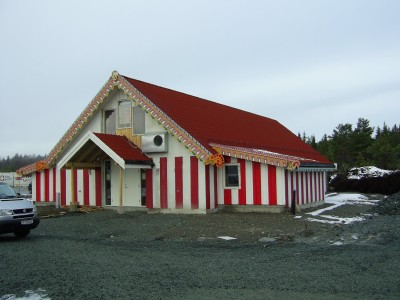
Um templo hindu em Trondheim.
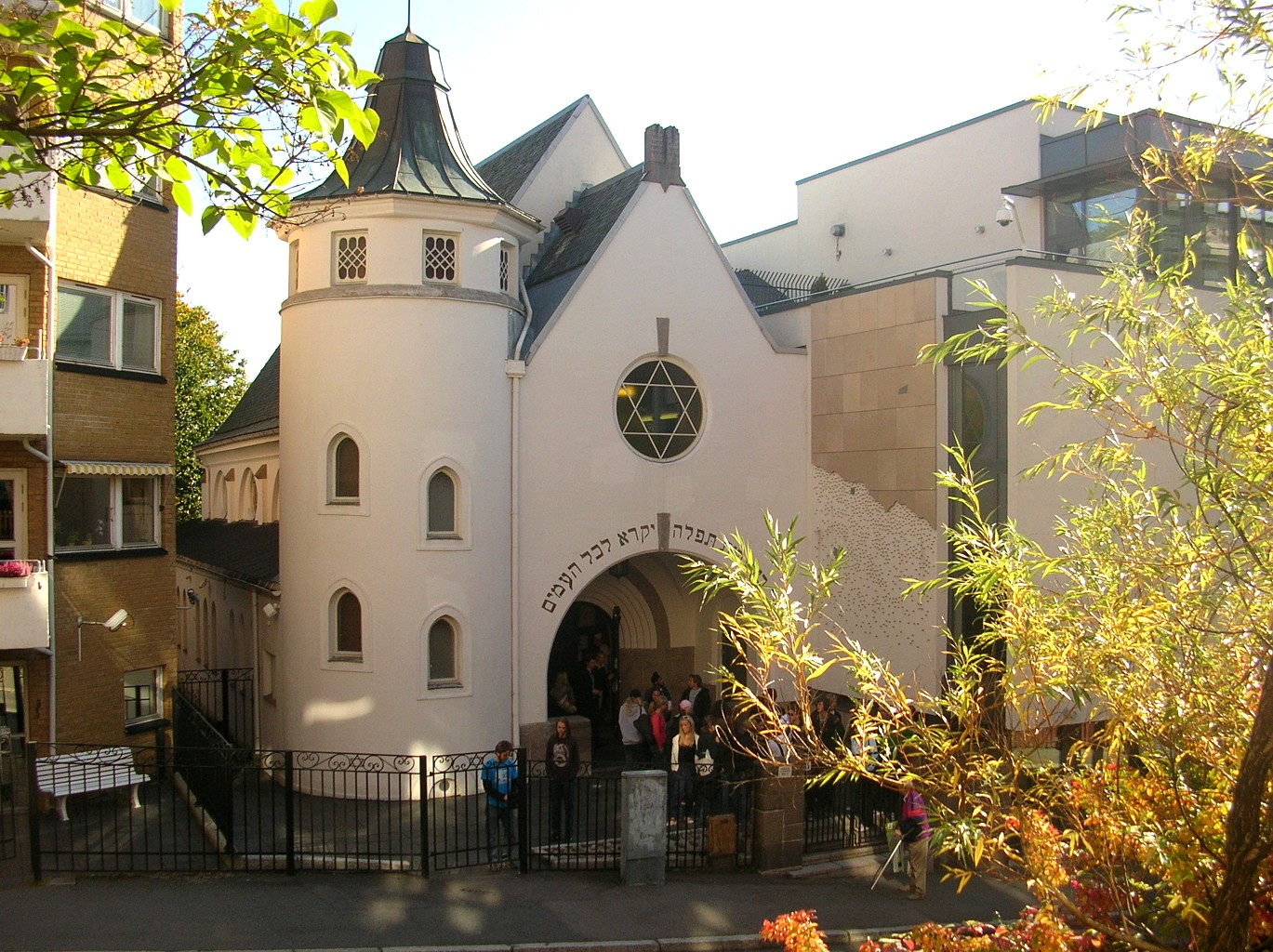
Sinagoga em Oslo.
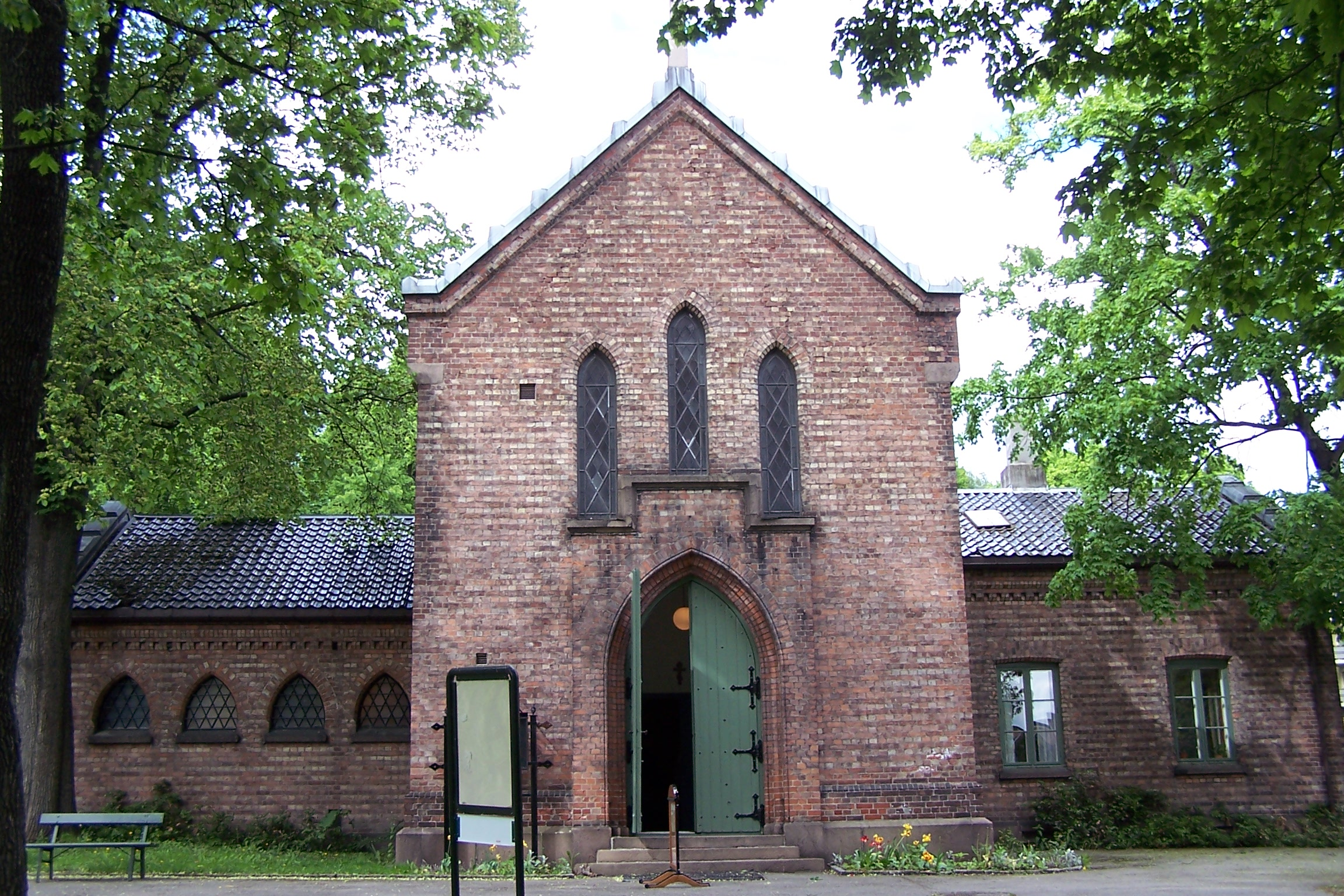
Igreja ortodoxa em Oslo.
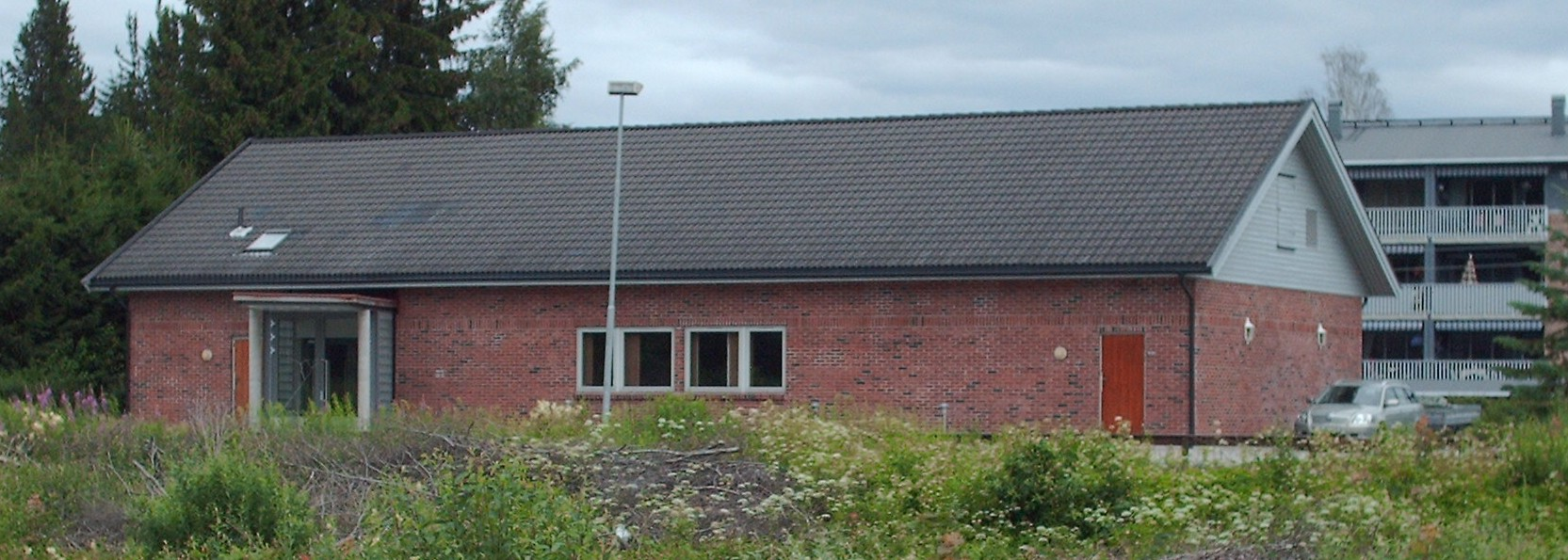
Salão do Reino das Testemunhas de Jeová em Hønefoss.
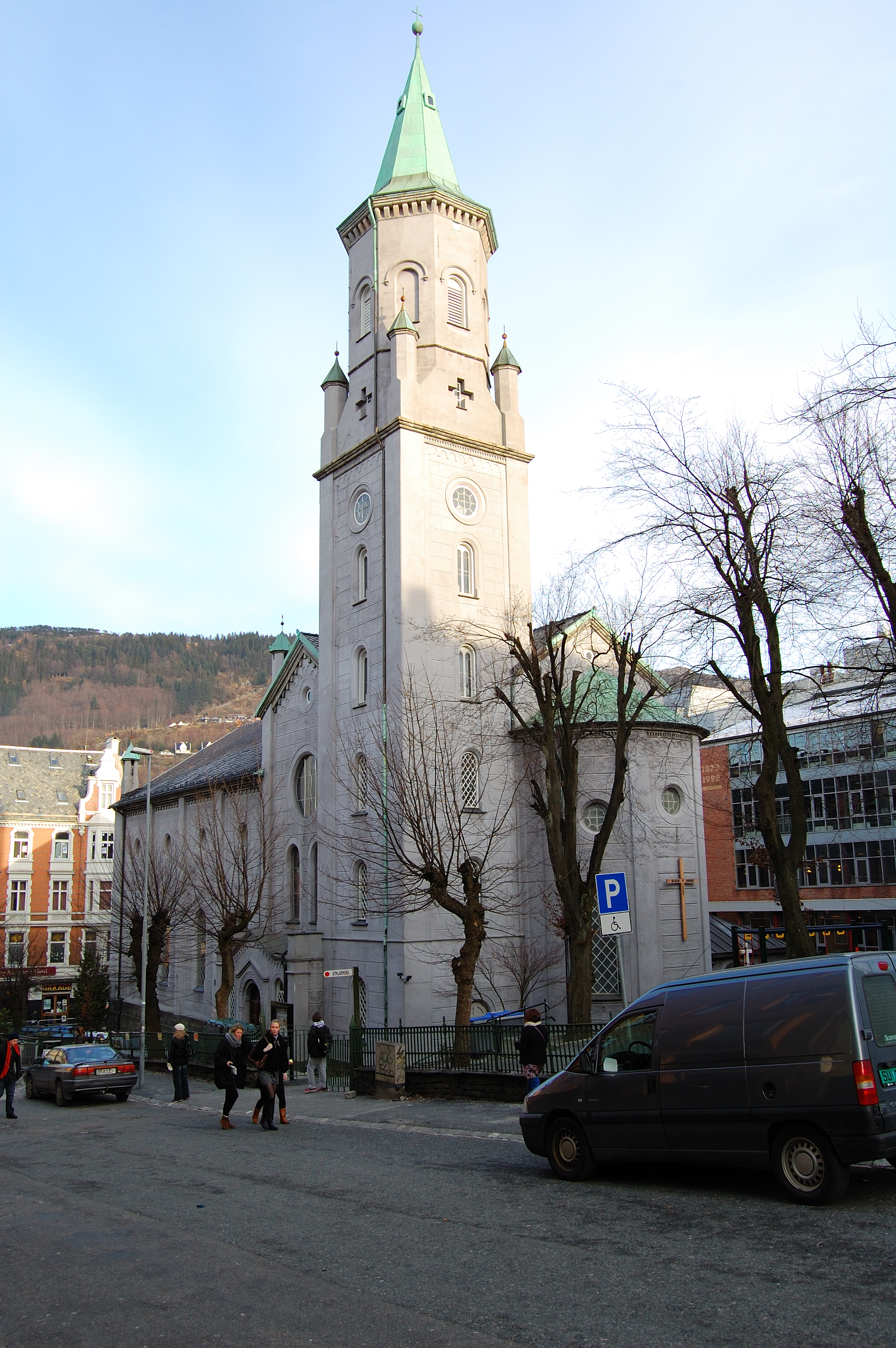
Igreja Católica de São Paulo em Bergen.
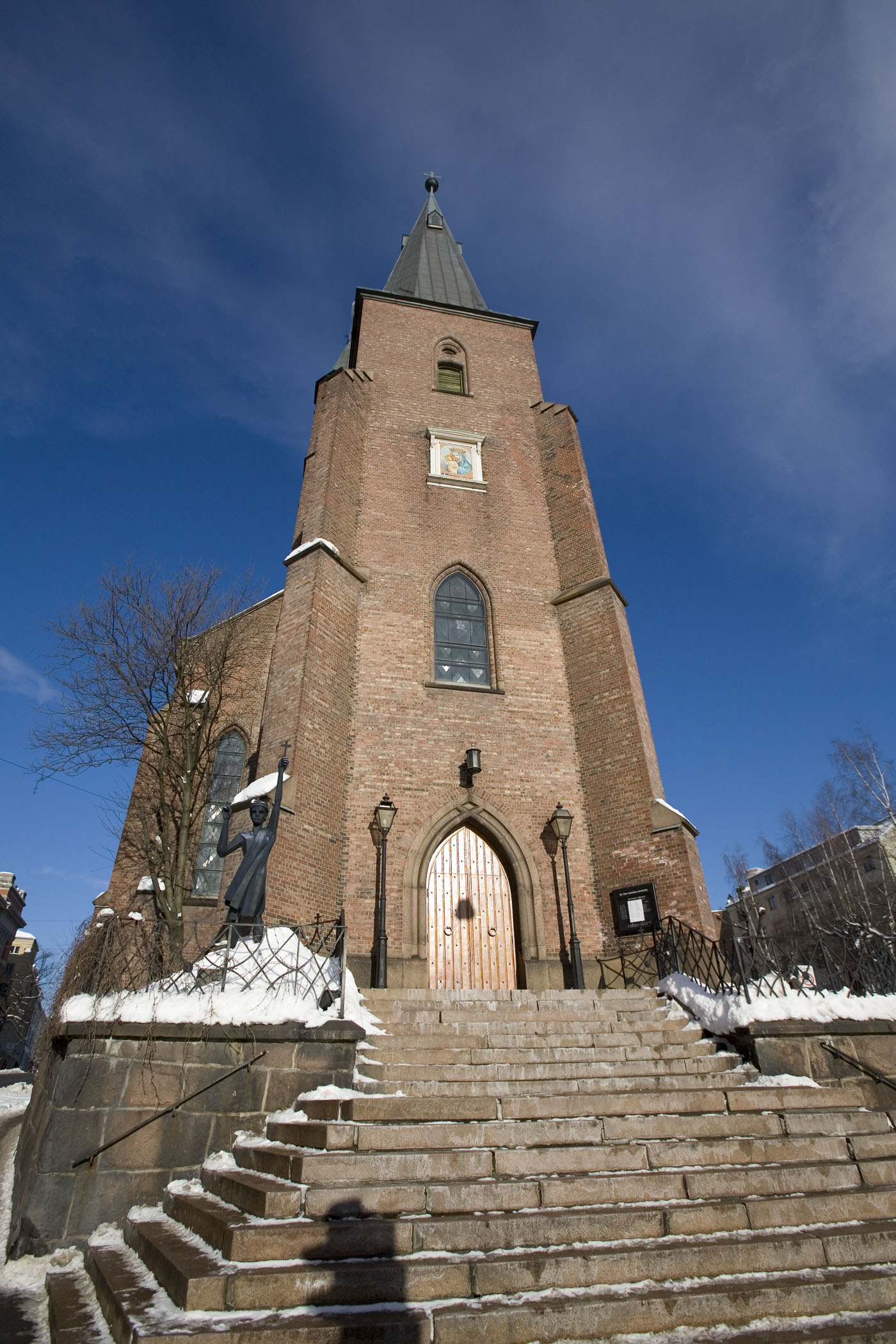
Catedral de Santo Olavo em Oslo.
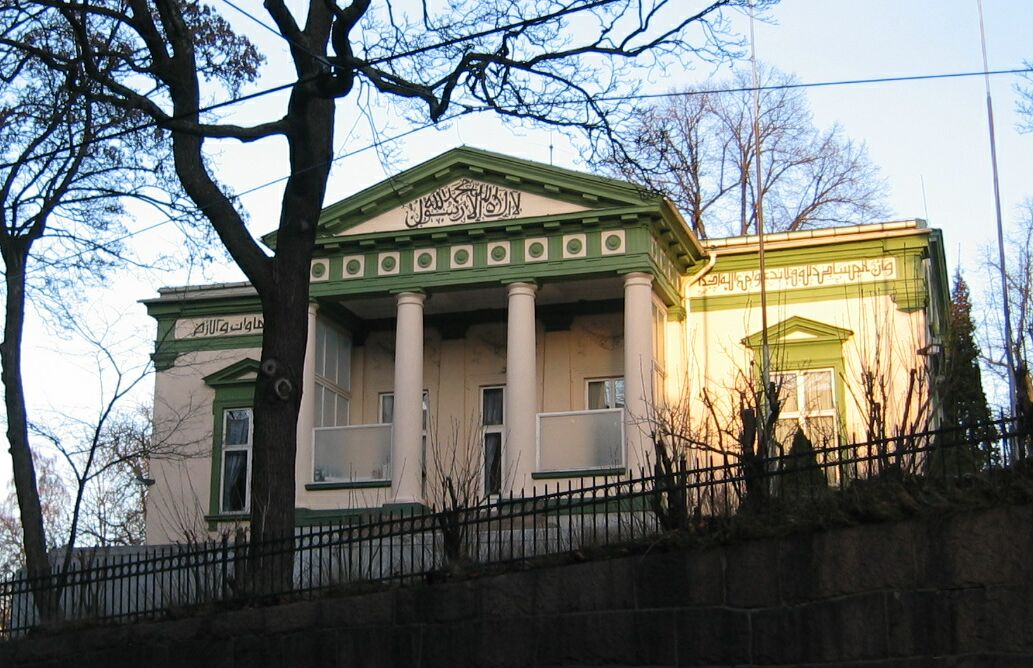
Mesquita Nor em Oslo.
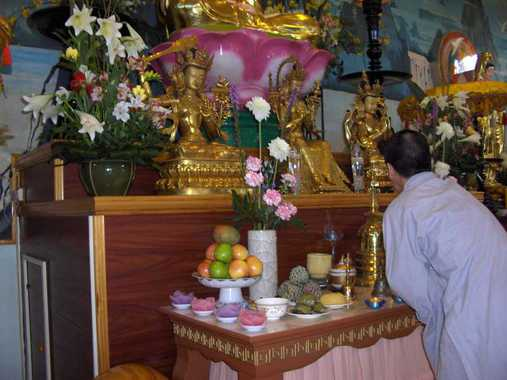
Templo budista Khuong Viet em Oslo.

### Educação religiosa
Em 2007, o Tribunal Europeu dos Direitos do Homem decidiu a favor dos pais [[noruegueses noruegueses] que haviam processado o Estado norueguês da Noruega. O caso era sobre um assunto na escola compulsória, "kristendomskunnskap med religions-og livssynsorientering" (Ensinanças do cristianismo com orientação sobre religião e filosofia), KRL. Os recorrentes reclamaram que a recusa de conceder a isenção total da KRL impediu que os seus filhos recebessem uma educação em conformidade com as suas opiniões ateas e convicções filosóficas. Poucos anos antes, em 2004, o Comitê de Direitos Humanos da ONU em Genebra havia dado seu apoio aos pais. Em 2008, o assunto foi renomeado para  Religion, livssyn og etikk  (Religião, filosofia e ética). A maioria deste curso ainda está ligada ao cristianismo. Filosofia e ética não são devidamente introduzidas até depois da escola obrigatória. A maior escola cristã da Noruega tem 1.400 alunos e 120 funcionários.  Kristne Friskolers Forbund  é um grupo de interesse de aproximadamente 130 escolas e faculdades cristãs, incluindo 12 escolas privadas cristãs.